# المفاعل النووي ب
كان المفاعل «ب» (بالإنجليزية: B Reactor) في هانفورد، بالقرب من ريتشلاند، واشنطن، أول مفاعل نووي كبير الحجم يتم بناؤه على الإطلاق. كان هذا المشروع جزءًا رئيسيًا من مشروع مانهاتن، وهو برنامج تطوير الأسلحة النووية للولايات المتحدة خلال الحرب العالمية الثانية. كان الغرض منه تحويل خام اليورانيوم الطبيعي إلى بلوتونيوم 239 من خلال عملية التنشيط النيوتروني، حيث أن البلوتونيوم أقل تعقيدًا في المعالجة من اليورانيوم نفسه. تم استخدام اليورانيوم الطبيعي المعدني كوقود لهذا المفاعل، واستُخدِم الغرافيت للتحكم والماء للتبريد.

## التصنيف
تم تصنيف هذا المفاعل كمعلم تاريخي وطني أمريكي منذ 19 أغسطس 2008. وفي يوليو 2011 أوصت إدارة المتنزهات الوطنية بإدراج المفاعل «ب» بمشروع حديقة مانهاتن التاريخية الوطنية إحياءً لذكرى مشروع مانهاتن.

## تصميم وبناء المفاعل
تم تصميم المفاعل وبنائه بواسطة شركة شركة دوبونت دي نيمور بناءً على التصميمات التجريبية التي تم اختبارها بواسطة إنريكو فيرمي في جامعة شيكاغو، والاختبارات من مفاعل جرافيت X-10 النووي في مختبر أوك ريدج الوطني. حيث تمّ تصميم المفاعل «ب» ليعمل عند 250 ميغاواط (حراري).
كان الغرض الرئيسي من المفاعل هو إنتاج البلوتونيوم من خام اليورانيوم، حيث أن تخصيب اليورانيوم عملية صعبة للغاية ومعقدة، في حين يُعتبرالبلوتونيوم بسيط نسبيًا في المعالجة.
يشغل المفاعل مساحة 46 × 38 قدمًا (14 × 12 مترًا) (حوالي 1750 قدمًا مربعة (163 مترًا مربعًا) ويبلغ ارتفاعه 41 قدمًا (12 مترًا)، ويحتل حجم 71500 قدمًا مكعبًا (2020 مترًا مكعبًا). يتكون قلب المفاعل من صندوق من الجرافيت يبلغ ارتفاعه 36 قدمًا (11 مترًا) بقياس 28 × 36 قدمًا (8.5 × 11.0 مترًا) ويحتل حجم 36288 قدمًا مكعبًا (1,027.6 مترًا مكعبًا) ويزن 1200 طن أمريكي (1100 طن).

## عمل المفاعل
بدأ أول تفاعل نووي متسلسل للمفاعل «ب» في سبتمبر 1944. حيث أنتج المفاعل البلوتونيوم 239 عن طريق تشعيع اليورانيوم 238 بالنيوترونات الناتجة عن التفاعل النووي. وكان واحدًا من ثلاثة مفاعلات - إلى جانب مفاعلي D و F - تم بناؤه على بعد ستة أميال (10 كم) على الضفة الجنوبية لنهر كولومبيا. كان لكل مفاعل مرافقه الإضافية التي تضمنت بيت ضخ نهري، وأحواض تخزين وترسيب كبيرة، ومحطة ترشيح، ومضخات كبيرة تعمل بمحرك لتوصيل المياه إلى قلب المفاعل، ومرافق للتبريد في حالات الطوارئ في حالة انقطاع التيار الكهربائي. تم إنتاج البلوتونيوم للقنبلة النووية المستخدمة في اختبار ترينيتي في نيو مكسيكو وقنبلة فات مان التي أسقطت على ناغازاكي، اليابان في مفاعل «ب». استمر تشغيل المفاعل «ب» لمدة عقدين من الزمن، وانضم إليه مفاعلات إضافية تم بناؤها لاحقًا. تم إغلاق المفاعل «ب» بشكل دائم في فبراير 1968.